# 서울 도선사 목조아미타불·대세지보살상
서울 도선사 목조아미타불·대세지보살상(서울 道詵寺 木造阿彌陀佛·大勢至菩薩像)은 서울특별시 강북구 우이동, 도선사에 있는 조선시대의 불상이다. 2004년 9월 30일 서울특별시의 유형문화재 제191호 도선사 목아미타·대세지보살좌상(道詵寺 木阿彌陀·大勢至菩薩坐像)으로 지정되었다가, 2009년 6월 4일 도선사 목 아미타불·대세지보살상(道詵寺 木 阿彌陀佛·大勢至菩薩像)으로 문화재 지정명칭이 변경되었다.

## 개요
이 2구의 불상은 1740년 10월 도봉산 원통암(圓通菴)에서 조성되어 진관암(津寬菴)에 봉안되었던 불상으로 현재 도선사에 함께 모셔져 있다. 복장에서 발견된 조성원문(造成願文)에 의하면 이 상을 만들기 이전에 원래 아미타삼존이 있었으나 어떠한 연유로 아미타불상과 대세지보살상이 훼손되고 관음보살만 남게 되자 1740년 인성(印性), 치준(緇俊), 지한(智閑), 삼안(三眼), 충신(忠信) 등의 조각장이 아미타불상과 대세지보살상을 만들었으며, 그 후 도금한 것이 벗겨지자 1856년에 새로 도금하였다고 전한다. 현재 두 상은 무릎 부분에 도금 부분이 약간 벗겨진 것을 제외하고는 전체적으로 상태는 양호한 편이다.

### 아미타불상
아미타불상은 고개를 앞으로 숙이고 결가부좌하였는데, 현재 대좌(臺座)와 광배(光背)는 결실되었으며 불신(佛身)만 남아있다. 머리는 둥글고 전체적으로 나발이 촘촘하게 표현되었는데, 육계(肉髻)와의 구분이 없이 둥근 머리 위에는 반원형의 나직한 중간계주(中間髻珠)와 상투형의 정상계주(頂上髻珠)가 큼직하게 표현되어 있다. 얼굴은 거의 사각형에 가까운 넓적한 모습으로 가는 눈과 큼직하고 넓은 코, 단정한 입 등이 단정하게 보인다. 체구 역시 얼굴과 마찬가지로 사각형적이다. 목이 짧고 어깨가 각이 져서 움츠린 듯 보인다. 법의(法衣)는 통견(通肩)으로 입었는데 가슴 가운데를 넓게 틔워 수평으로 가로지른 군의(裙衣)를 입고 오른쪽 옷자락을 왼쪽에서 내려온 옷자락 안에 끼워 넣는 등 조선후기 착의법의 전형적인 모습을 보여주고 있다. 두 손은 따로 만들어 끼워 넣은 것으로, 오른손은 어깨부근으로 올려 첫째와 셋째 손가락을 마주잡고 왼손은 가부좌한 무릎 위에 놓아 첫째와 셋째 손가락을 마주잡아 아미타불의 하품중생인(下品中生印)을 결하였다. 무릎은 폭과 높이가 다소 낮은 편이지만 무릎이 둥글고 두 무릎 사이의 옷 주름이 유연하게 처리되었다. 특히 왼쪽 무릎 위에는 ‘u’字형의 옷자락이 표현되었는데, 이는 조선후기 불상에서 특징적으로 나타나는 표현이다.

### 대세지보살상
대세지보살상은 커다란 보관(寶冠)을 쓰고 결가부좌한 목불상이다. 본존(本尊)과 마찬가지로 앞으로 고개를 푹 숙이고 있으며 목이 짧아 다소 위축된 듯 한 모습을 보이고 있다. 머리에 쓴 보관은 금속제로 만들었는데, 화염형(火焰形) 보주(寶珠)를 가장자리에 배치하고 보관 내부에는 운문(雲文)과 보주(寶珠) 등을 배치하였는데 문양의 가장자리에는 압출문(壓出文)으로 연주문(聯珠文)을 장식하여 무척 화려해 보인다. 관 양 옆에는 리본형의 휘날리는 관대(冠帶)가 장식되었으나 다소 심하게 구불거리고 있다. 얼굴을 비롯한 신체적 특징은 아미타불상과 거의 동일한데, 즉 방형적(方形的)이면서도 둥근 듯한 신체표현, 평판적인 이목구비, 가슴 앞을 넓게 틔워 수평의 군의를 입은 착의법(着衣法) 등 동일한 양식을 보여주고 있다.

## 발원문
이 2구의 불상 조성 및 개금과 관련하여서는 개봉된 복장에서 나온 발원문이 3종 전해지고 있다. 그 내용은 다음과 같다.
① 조성원문 - 건륭 5년(1740년)
願文

乾隆五年庚申冬十月優婆夷自澄天廉信敬坤命鄭氏

己春等禀受女身示火宅等浮雲而常修善行身勤自業

者也特發竪願尸其主而遍告檀門鳩聚施財敬請良工設

役于道峰山圓通菴敬造彌陀尊像大勢至尊像奉安于

三角山津寬菴以此回緣滿我願心上報恩於四重下濟苦

於三有發明自己之風光得證菩提之大果入微塵刹轉大法輪

普願衆生同成正覺 願以此功德普及於而我等汝衆皆共成佛道

施主秩

黃金大施主明月舍堂庚申生性衍單身

副施主坤命乙未生金氏靈玉兩主

軆木大施主睦天義兩位

緣化秩

證師徹禪

誦呪敏閑

持殿獲遠

良工印性

緇俊

智閑

三眼

忠信

別座竺能

供養主慈順

淨雲

文侃

軓行

引勸居士元海兩主

化主明月舍堂自證

明月舍堂天廉

明月舍堂信敬

坤命辛酉生鄭氏己春

② 개금원문 - 咸豊 丙辰(1856년)
願文

漢陽北三角山津寬寺居化士比丘華月堂圓一大師早年出家恒修慈

行言敬三寶勤修精進念念不退朝焚夕點仰對金雕佛塗金屢

經多祀金像脫漏玉毫無光仰瞻感悲廣募檀緣莊金 聖像□

然一新依俙若優塡初成彷彿如靈山儼坐頂禮者福海益深重新

者道胎增長貧女之金珠飮光之鍛金古今何異執施此之檀信

修此之化士等仗此勝綠俱成正覺者

歲咸豊丙辰中秋月證明比丘性坡堂天

性謹識

緣化秩

證明性坡堂天性

誦呪月松堂道圓

性喜

金魚仁原堂軆定

松巖堂大遠

月霞堂世元

善律

法仁

宥暹

進祐

化主華月堂圓一

都監寬虛堂愼國

別座無影堂厚善

施主秩

黃金大施主

亡乾命丙辰生淸信士懸燈査禹明仁靈駕

淸信女辛酉生念佛華朴氏

長子丁亥生禹昌元

坤命丁亥生張 氏 兩主

次子己亥生禹順仁

坤命丙申生强 氏 兩主

② 개금원문 - 世尊應化 2963년 丙子(1936년)

改金佛事緣化秩

證明比丘 震鐘

誦呪比丘 祥彦

金魚比丘 文性

片手比丘 和景

比丘 日燮

鐘頭比丘 德三

供司沙彌 順甲

火臺 金龍泉

都監比丘 慶和

住持比丘 海善

化主施主 淸信女劉大日

世尊應化二千九百六十三年丙子

閏三月二十二日點眼三尊

阿彌陀主佛左右補處兩菩薩

위 발원문으로 인해 이 불상은 1740년(영조 16년) 인성(印性), 치준(緇俊), 지한(智閑), 삼안(三眼), 충신(忠信) 등에 의해 삼각산 원통암에서 조각되어 삼각산 진관암에 봉안되었고 1856년(철종 7년)에는 인원당(仁原堂) 체정(軆定), 송암당(松巖堂) 대원(大遠), 월하당(月霞堂) 세원(世元), 선율(善律), 법인(法仁), 유섬(宥暹), 진우(進祐) 등의 참여 하에 개금불사가 이루어졌으며 1936년에 다시 문성(文性) 스님에 의해 개금이 이루어진 사실을 알 수 있다.

## 의의
이 2구의 불상은 1740년에 인성(印性), 치준(緇俊) 등 당대 최고 조각장에 의해 조각된 상으로 조선후기 불․보살상 중 수작에 속한다. 발원문(發願文)이 남아있어 조성(造成) 및 개금(改金) 연대가 확실하고 불상조성에 관여한 인성(印性)과 치준(緇俊)이 보물로 지정된 강원도 백담사 목아미타불좌상(1748년)을 조각한 점으로 보아 당시 조각장들의 지역적 활동양상을 살펴보는 데도 귀중한 자료가 된다는 점에서 시 유형문화재로 지정한다.

## 참고 자료
- 도선사 목 아미타불·대세지보살상 - 국가유산청 국가유산포털